# 라싱 클뢰브 드 프랑스
라싱 클뢰브 드 프랑스(Racing Club de France)는 파리 근교 콜롱브를 연고로 하는 프랑스의 축구 클럽이다.
종합 스포츠 클럽 형태로 운영되어 럭비 클럽인 라싱 92를 비롯해 산하에 여러 종목의 생활 체육 클럽들이 있으며 축구 클럽은 라싱 클뢰브 드 파리, 라싱 파리, RCF 파리, 마트라 라싱, RC 파리, 라싱 클뢰브 간단히 라싱 등 여러 이름으로 불리는데 이유는 그 동안 구단명칭을 수시로 변경했기 때문이다.

## 역사
1882년에 창설된 프랑스 최대의 스포츠 클럽으로 초창기 프랑스 스포츠계의 중심체로서 중요한 역할을 했다. 창립 초부터 파리 서부 부로뉴 숲에서 활동을 계속해 1887년 학생 클럽을 비롯한 몇 개의 스포츠 클럽과 함께 프랑스 경기 협회를 결성, 1888년 제1회 프랑스 육상 경기 선수권 대회에 참가했다. 그 후 국제 올림픽 경기 대회를 비롯한 각 종목의 세계 선수권 대회, 유럽 선수권 대회에서 좋은 성적을 남겼다. 현재 육상경기, 테니스, 축구, 수영, 사격 등 16개 종목을 운용, 수만 명의 클럽 회원을 갖고 있다. 시설은 27,000m2의 건물과 부로뉴 숲을 포함, 132㏊의 부지를 소유하고 있다.
축구 클럽의 경우 프랑스 프로축구 최상위 디비전인 리그1의 1932–33시즌 원년 멤버로 유구한 역사를 자랑하며 프랑스 축구사에서 역사적인 클럽으로 인식되고 있다. 1932년부터 1967년 그리고 1982년부터 1990년 사이에 1부 리그에서 활약하였으며, 특히 1980년대 프랑스 대기업 마트라의 회장이었던 장 루크 라가데르가 클럽을 인수하여 다비드 지놀라, 피에르 리트바르스키, 엔초 프란체스콜리, 루벤 파스 등 세계적인 스타 플레이어들을 스카우트하는 등 막대한 투자를 하였으나 투자에 비해 큰 성과를 올리지 못 하였고 그 후 장 루크 라가데르가 클럽을 매각한 이후 재정 문제로 인해 쇠퇴하였다.
현재까지 계속해서 투자자를 찾고 있지만 실패하여 현재는 아마추어인 샹피오나 드 프랑스 아마퇴르 2에서 활동하고 있다.

### 구단명칭 변경사
- Racing Club de France: (1896-1932, 1966-1981, 2005-2007)
- Racing Club de Paris: (1932-1966, 1981-1987, 1999-2005)
- Matra Racing: (1987-1989)
- Racing Paris 1: (1989-1991)
- Racing 92: (1991-1995)
- Racing Club de France 92: (1995-1999)
- Racing Club de France football 92: (2007-2009)
- Racing Club de France Levallois 92: (2009-2012)
- Racing Club de France Colombes 92: (2012-2018)
- Racing Club de France Football: (2018-)

## 역대 성적
- 리그 1 우승 1회
  - 우승 (1) : 1936
  - 준우승 (2) : 1961, 1962
- 쿠프 드 프랑스 우승 5회
  - 우승 (5) : 1936, 1939, 1940, 1945, 1949
  - 준우승 (3) : 1930, 1950, 1990

## 선수

### 현역
참고: FIFA 자격 규정에 따라 소속된 국가대표팀 국기를 표시합니다. 선수는 복수의 FIFA 비회원국 국적을 가지고 있을 수 있습니다.
| 번호 | 포지션 | 국적     | 이름                   |
| ---- | ------ | -------- | ---------------------- |
| -    | GK     | 알제리   | 아니스 데르카우이      |
| -    | GK     | 과들루프 | 루벤스 레옹 아델라이드 |
| 16   | GK     | 말리     | 소리 카마라            |
| -    | DF     | 세네갈   | 살리프 드라메          |

| 번호 | 포지션 | 국적                | 이름            |
| ---- | ------ | ------------------- | --------------- |
| -    | FW     | 중앙아프리카 공화국 | 비너스테 바불라 |

## 역대 감독
| 감독            | 임기        |
| --------------- | ----------- |
| 아르투르 조르즈 | 1987 ~ 1989 |